# TvN
tvN (acrônimo de Total Variety Network) é um canal de televisão por assinatura sul-coreano fundado em 9 de outubro de 2006. É propriedade da CJ ENM.

## Programas

### Variedades
- Comedy Big League
- Korea's Got Talent
- Saturday Night Live Korea
- Super Diva

### Dramas
- I Need Romance (2011)
- Birdie Buddy (2011)
- Manny (2011)
- Flower Boy Ramyun Shop (2011)
- Shut Up Flower Boy Band (2012)
- Twelve men in a year (2012)
- The Wedding Scheme (2012)
- Queen In-Hyun's Man (2012)
- I Love Lee Tae-ri (2012)
- I Need Romance 2 (2012)
- Marriage Plot (2012)
- Queen In Hyun’s Man (2012)
- Reply 1997 (2012)
- Glass Mask (2012)
- The 3rd Hospital (2012)
- Rude Miss Young Ae 11 (2012)
- Flower Boys Next Door (2013)
- She is Wow (2013)
- Play Guide (2013)
- Basketball (2013)
- Dating Agency; Cyrano (2013)
- Let's Eat! (2013)
- Madly Love (2013)
- Monstar (2013)
- I Need Romance 3 (2014)
- Twenty Years Old (2014)
- Reply 1994 (2014)
- Emergency Couple (2014)
- Marriage, not Dating (2014)
- Plus Nine Boys (2014)
- My Secret Hotel (2014)
- The Mermaid (2014)
- The Three Musketeers (2014)
- Heart to Heart (2015)
- Twenty Again (2015)
- Oh My Ghostess (2015)
- Ex-Girlfriend Club (2015)
- Hidden Identidy (2015)
- Cheese In The Trap (2015)
- Guardian: The Lonely and Great God (2016)
- Tomorrow with you (2017)
- Bride of the Water God (2017)
- A Korean Odyssey (2017)
- Because This Is My First Life (2017)
- Criminal Minds (2017)
- My Shy Boss (2017)
- Hundred Million Stars from The Sky (2018)
- 100 Days My Prince (2018)
- Familiar Wife (2018)
- What's Wrong with Secretary Kim? (2018)
- Touch Your Heart (2019)
- Abyss (2019)
- Hotel Del Luna (2019)
- Melting Me Softly (2019)
- Crash Landing on You (2019-2020)
- Hospital Playlist (2020)
- It's Okay to Not Be Okay (2020)
- Tale of the Nine Tailed (2020)
- True Beauty (2020-2021)
- Vincenzo (2021)
- Doom at Your Service (2021)
- Hospital Playlist 2 (2021)
- Hometown Cha-Cha-Cha (2021)

## Logotipos

2006-2008
2008-2012
2012-2021
Desde 2021

## Versões internacionais

### tvN América
A versão americana do canal que foi lançada em 2011 e transmite a programação coreana para os telespectadores americanos por meio da DirecTV.

### tvN Ásia
A versão asiática do canal foi lançada em 2009 e transmite a programação coreana para os telespectadores do sudeste asiático.

### tvN África
A versão africana do canal foi lançada em 1º de março de 2021 e transmite a programação coreana para o continente africano por meio do provedor de satélite DStv.